# Stenothoe valida
Stenothoe valida is een vlokreeftensoort uit de familie van de Stenothoidae. De wetenschappelijke naam van de soort werd in 1852 voor het eerst geldig gepubliceerd door Dana.

## Verspreiding
Stenothoe valida is een kleine mariene vlokreeft. Het werd beschreven vanuit Rio de Janeiro, maar populaties zijn bekend uit warmwaterhavens over de hele wereld, waardoor het oorspronkelijke verspreidingsgebied moeilijk te bepalen is. Relatief recente waarnemingen uit Hawaï en Californië worden verondersteld introducties te zijn. Records van de oostkust van Noord-Amerika worden als cryptogeen beschouwd (d.w.z. van onbekende oorsprong) omdat deze soort sterk lijkt op een inheemse soort vlokreeften en historisch gemakkelijk over het hoofd zou kunnen worden gezien. Het wordt vaak geassocieerd met hydroïdpoliepen, algen en andere aangroeiende organismen, op dokken, drijvers, boeien en scheepsrompen.